# Million Doll
Million Doll (ミリオンドール?, Mirion Dōru) è un manga online scritto e disegnato da Ai, serializzato sul sito di manga gratis Ganma della Comic Smart da dicembre 2013. Un adattamento anime, prodotto dalla Asahi Production, è stato trasmesso in Giappone tra il 6 luglio e il 21 settembre 2015.

## Trama
Sūko è un'hikikomori che usa il potere di Internet per rendere famose idol sconosciute come il gruppo Itorio. Ryū-san, invece, è un otaku appassionato di idol che partecipa a tutti gli spettacoli delle sue artiste preferite del momento, tra cui l'idol metropolitana Mariko. Sarà proprio la competitività tra questi due otaku intenti a promuovere le loro idol favorite a cambiare la loro carriera per sempre.

## Personaggi
Sūko (すう子?)
Doppiata da: Aina Kusuda
Un'hikikomori amante delle idol, che ha il potere di renderle popolari grazie al suo blog.
Ryū-san (リュウサン?)
Doppiato da: Yūichirō Umehara
Un otaku che partecipa a tutti i concerti delle sue idol preferite.
Mariko (マリ子?)
Doppiata da: Miku Itō
Un'idol metropolitana che è ammirata da Ryū-san.
Momona (もも菜?)
Doppiata da: Yui Watanabe
Yurino (ゆりの?)
Doppiata da: Eriko Matsui
Rina (りな?)
Doppiata da: Mayu Iizuka
Kazuto (かずと?)
Kanata (カナタ?)
Yuki (ゆき?)
Hinami Kamakura (鎌倉ひなみ?, Kamakura Hinami)
Doppiata da: Aya Uchida
Un'idol diventata famosa grazie al supporto di Sūko e Ryū-san.
Sorayama (空山?)
Un'idol della stessa agenzia di Mariko.
Kaede (楓?)
La sorella minore di Sūko, la quale si preoccupa spesso per lei e per il suo comportamento da hikikomori.
Tōru Shirasawa (白澤トオル?, Shirasawa Tōru)
Il manager della CSM Records.

## Media

### Manga
Il manga, scritto e disegnato da Ai, è stato serializzato sul sito web Ganma della Comic Smart dall'11 dicembre 2013 al 2 settembre 2015, quando l'autrice annunciò sul suo account Twitter di aver interrotto l'opera a tempo indeterminato. Due volumi tankōbon, editi dalla Earth Star Entertainment, sono stati pubblicati entrambi il 26 giugno 2015.

#### Volumi
| Nº | Data di prima pubblicazione | Data di prima pubblicazione | Data di prima pubblicazione |
| Nº | Giapponese                  | Giapponese                  |                             |
| -- | --------------------------- | --------------------------- | --------------------------- |
| 1  | 26 giugno 2015              | ISBN 978-4-8030-0742-8      |                             |
| 2  | 26 giugno 2015              | ISBN 978-4-8030-0743-5      |                             |

### Anime
L'adattamento anime di dodici episodi è stato annunciato sul numero di marzo 2015 della rivista Newtype della Kadokawa Shoten. La serie televisiva, prodotta dalla Asahi Production e diretta da Keiichirō Kawaguchi, è andata in onda dal 6 luglio al 21 settembre 2015. Le sigle di apertura e chiusura sono rispettivamente Dreamin' × Dreamin'!! di Eriko Matsui, Mayu Iizuka e Yui Watanabe e Take you to My Party!! di Miku Itō. In varie parti del mondo, tra cui l'Italia, gli episodi sono stati trasmessi in streaming, in contemporanea col Giappone, da Crunchyroll.

#### Episodi
| Nº | Giapponese 「Kanji」 - Rōmaji                                     | In onda           | In onda |
| Nº | Giapponese 「Kanji」 - Rōmaji                                     | Giapponese        |         |
| 1  | 「在宅ヲタ VS 現場ヲタ」 - Zaitaku wota VS genba wota             | 6 luglio 2015     |         |
| 2  | 「ひなみをメジャーにあげたのは…」 - Hinami o mejā ni ageta no wa… | 13 luglio 2015    |         |
| 3  | 「地下アイドルとご当地アイドル」 - Chika aidoru to gotōji aidoru  | 20 luglio 2015    |         |
| 4  | 「すう子の覚醒」 - Sūko no kakusei                                | 27 luglio 2015    |         |
| 5  | 「イトリオ、初ワンマン！」 - Itorio, hatsu wanman!                | 3 agosto 2015     |         |
| 6  | 「それぞれの憂鬱」 - Sorezore no yūutsu                           | 17 agosto 2015    |         |
| 7  | 「進め!すう子会」 - Susume! Sū ko-kai                             | 24 agosto 2015    |         |
| 8  | 「ゆりのの本音」 - Yurino no honne                                | 31 agosto 2015    |         |
| 9  | 「マリ子の事情」 - Mariko no jijō                                 | 7 settembre 2015  |         |
| 10 | 「もっと、上に行きたい」 - Motto, ue ni ikitai                    | 14 settembre 2015 |         |
| 11 | 「目指せ、メジャーデビュー！」 - Mezase, mejā debyū!              | 21 settembre 2015 |         |